# Орлеан

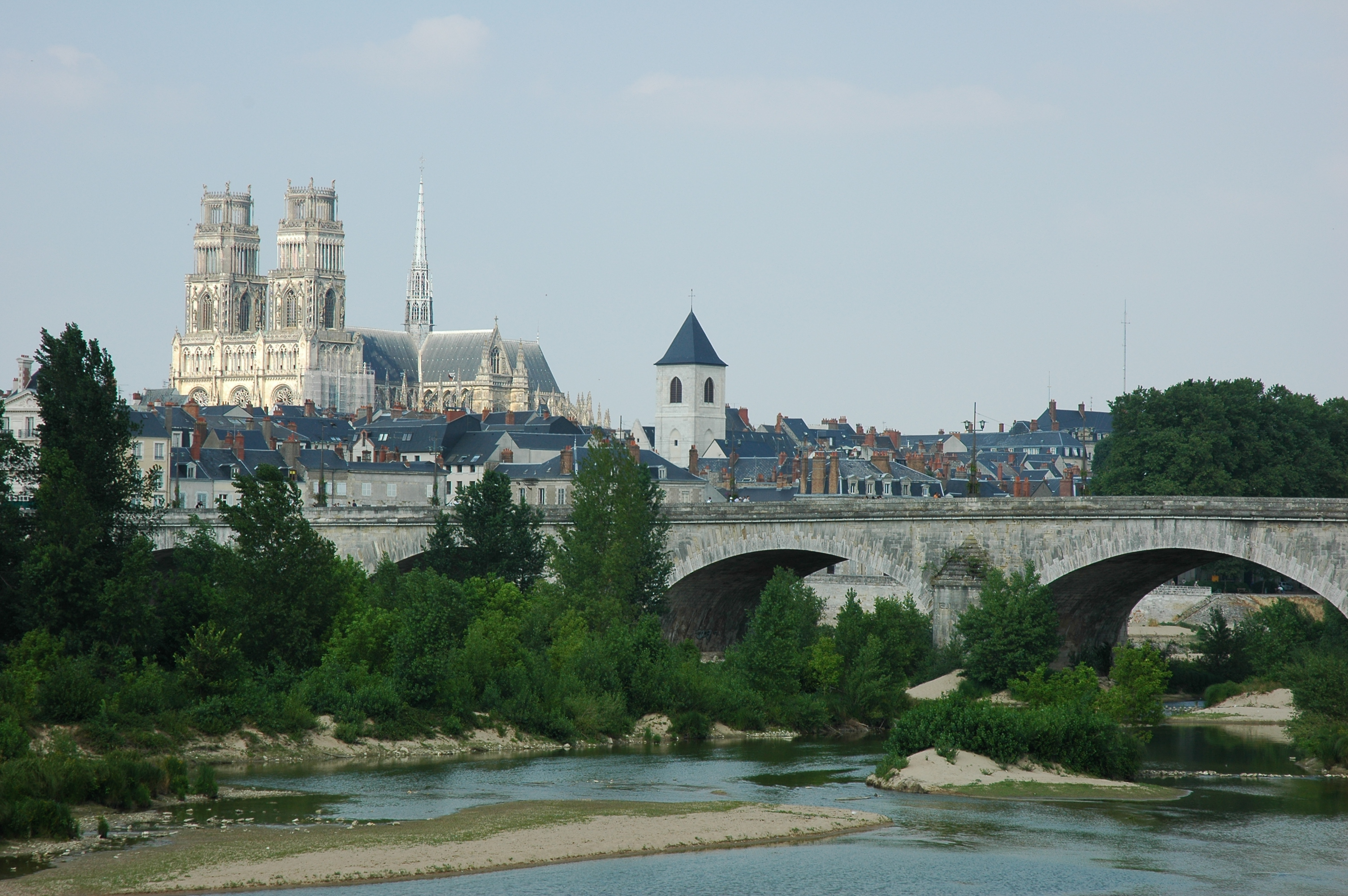

Орлеа́н (фр. Orléans) — місто та муніципалітет у Франції, адміністративний центр регіону Центр — Долина Луари та департаменту Луаре. Населення — 116 617 осіб (2021).
Муніципалітет розташований на відстані близько 115 км на південь від Парижа. Розташований на річці Луара.

## Історія
Орлеан був заснований як головне місто кельтського племені карнутів і називався Ценабум (лат. Cenabum). 52 року до н. е. місто було зруйноване Цезарем та відновлене 275 року імператором Авреліаном, на честь якого з V століття місто називалося Авреліанум (лат. Aurelianum, повністю — Civitas Aurelianensis «місто Авреліана»). Відтоді, впродовж останніх 1700 років, назва міста не змінювалося, змінилися лише прочитання, а потім написання відповідно до норм французької мови: au=[o], перше -е- стало «німим», а закінчення -um зазнало редукції (відмерло) ще в ранньому середньовіччі; таким чином, внаслідок фонетичної еволюції — Aurelianum > [orleã] > Orléans (сучас.).
451 року вождь гунів Аттіла спробував захопити та розграбувати місто, але в останній момент був зупинений армією під спільним командуванням короля вестготів Теодоріка I та римського полководця Аеція. До союзної армії приєдналася також частина аланів, що прийшли разом з вандалами та оселилися в околицях міста з 408 року. За свідченням готського історика Йордана, алани були поставлені в центрі бойових порядків у битві на Каталаунських полях під орудою свого короля Сангібана, що і принесло перемогу Риму. В історичній провінції Орлеане є близько ста населених пунктів, що нагадують про перебування цього народу (Ален, Аленвіль. Імовірно, що звідси походить також французьке ім'я — Ален, зафіксоване в джерелах з 6 ст. н. е. Щоправда, вже через кілька років після битви, ауреліанські алани були підкорені вестготами та увійшли до складу вестготського Королівства Тулузького.
У 511, 532, 541, 549 роках в Орлеані проводилися церковні собори. Певний час Орлеан був столицею Орлеанського королівства, яке утворилося після поділу Франкського королівства, в якому правив Хлодомир (27 листопада 511 — 25 червня 524). Під час правління Карла Великого місто стало інтелектуальним центром Франкської держави.
У X—XI століттях Орлеан був другим за значущістю містом королівських земель після Парижа. У X столітті став важливою фортецею. 1306 року в місті був заснований університет.

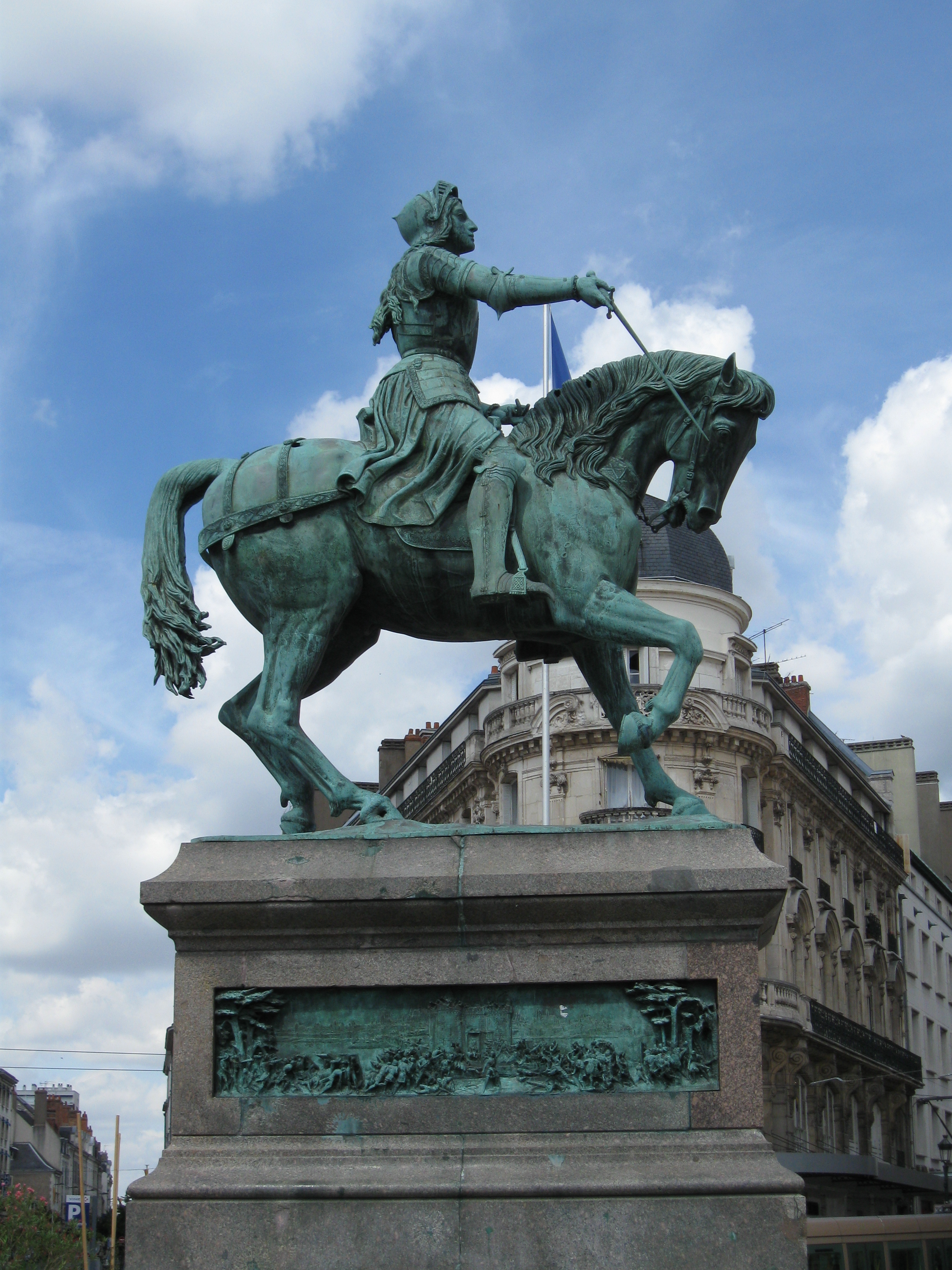
Пам'ятник Орлеанської діви (1855) на центральній площі міста

Облога Орлеана в 1428 — 1429 роках була однією з найважливіших подій Столітньої війни. Після семимісячної облоги місто було звільнено 8 травня військами під проводом Жанни Д'Арк, після чого її стали називати Орлеанською дівою.
Під час Релігійних воєн XVI століття Орлеан був одним з центрів поширення кальвінізму, але після подій Варфоломіївської ночі 1572 року, коли в місті було вбито близько 1 тис. гугенотів, посилився вплив католиків. 1560 року в місті було скликано Генеральні штати — вперше після 76-річної перерви.
Під час Франко-прусської війни 1870—1871 років Орлеан після облог двічі був захоплений прусською армією.
Під час Другої світової війни місто було окуповане нацистськими військами з 1940, звільнене 1944 року. У травні 1944 року місто сильно постраждало від бомбардувань ВПС США, багато пам'яток архітектури було зруйновано.

## Освіта
Ще в ранньому Середньовіччя вважалося престижним отримати освіту в Орлеані. У VI столітті тут навчався син короля Бургундії Гунтрамна Гундобад. Карл Великий, а потім Гуго Капет відправляли в Орлеан вчитися своїх старших синів. В XI — середині XIII століть навчальні заклади міста були широко відомі, слава про них ширилася до Італії та Англії, звідки люди приїжджали отримати освіту.
1230 року, коли тимчасово були розпущені викладачі паризької Сорбонни, частина з них знайшла притулок в Орлеані. Коли 1298 року папа римський Боніфацій VIII опублікував шосту збірку декреталій, він доручив докторам Болоньї та Орлеана супроводити їх коментарями. Святий Іво Кермартенський (1253—1303), який вважається покровителем юристів, нотаріусів, адвокатів та суддів, вивчав в Орлеані цивільне право.

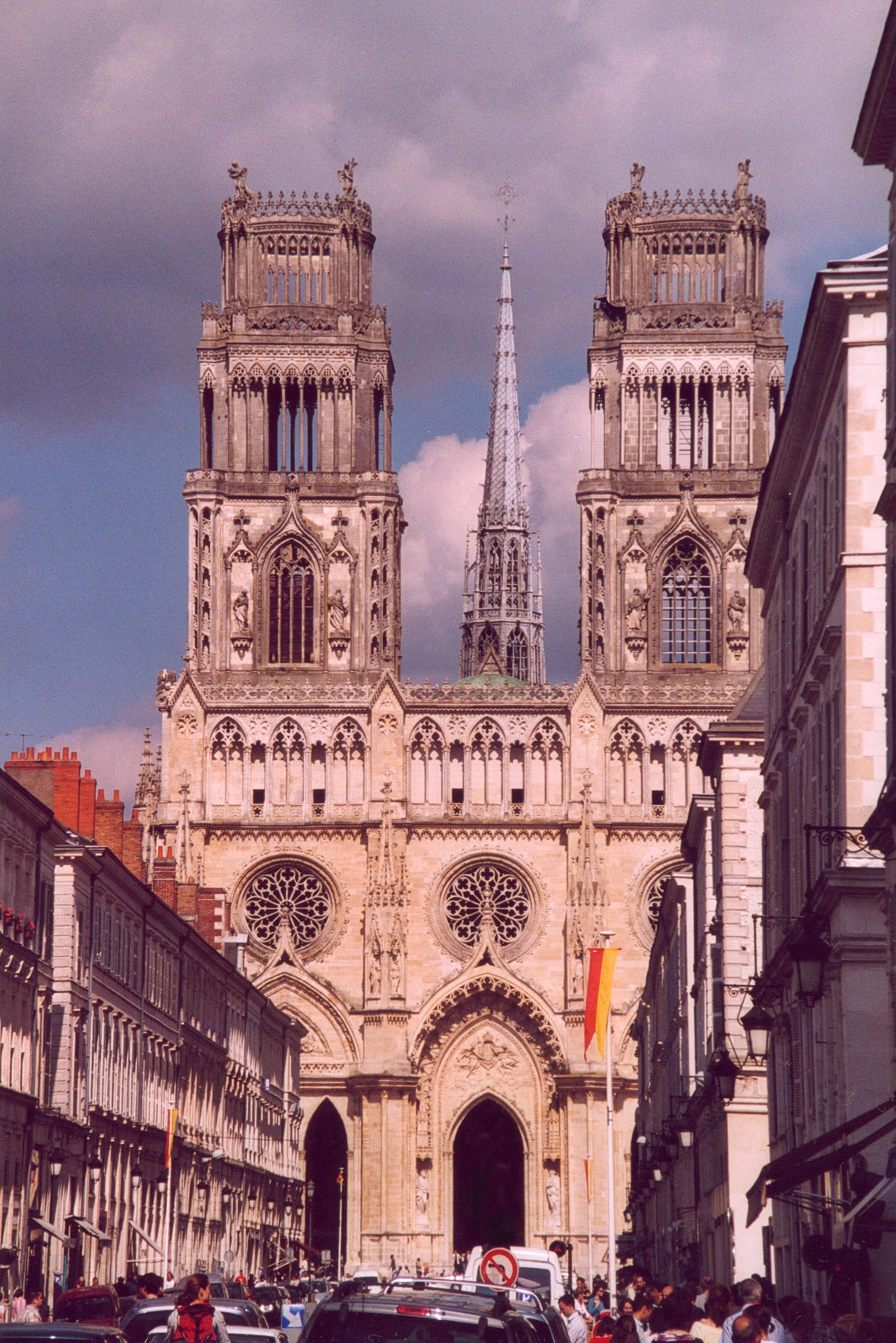
Середньовічний Орлеанський собор

Папа римський Клемент V вивчав тут право та літературу. Булла, видана ним 27 січня 1306 року в Ліоні, оголошувала про створення в Орлеані університету — одного з найстаріших у Франції та Європі. Ще 12 пап надавали університетові дедалі нові привілеї. В XIV столітті в ньому навчалися близько 5 тис. студентів з Франції, Німеччини, Лотарингії, Бургундії, Шампані, Пікардії, Нормандії, Турені, Гієні, Шотландії. 1793 року університет був скасований рішенням Конвенту, відновлений 1962 року. В університеті в різний час навчалися Йоганн Рейхлін, Жан Кальвін, Етьєн де Ла Боесі, П'єр Ферма, Мольєр, Шарль Перро, Жан де Лабрюєр та ін.

## Визначні місця
- Готичний собор Сент-Круа[fr] (Собор Святого Хреста) (будувався починаючи з XIII століття, фасад XVIII століття). Перша церква була побудована на цьому місці 330 року, ще за часів Римської імперії. Сучасна споруда собору серйозно постраждала 1568 року під час заворушень протестантів. На кошти короля-протестанта Генріха IV Наваррського, який намагався відновити релігійну терпимість, було проведено реконструкція храму (на рубежі XVI—XVII століть). Собор Сент-Круа — кафедральний, центр Орлеанської єпархії. Побудований в готичному стилі. Є власністю держави. Відкритий для публічних відвідувань. Визнаний історичною пам'яткою з 1862 року. Розташований на однойменній площі (Плас-Сент-Круа).
- Церква Сент-Еверт (з 1170 роки, перебудована в XV і XVII століттях).
- Ренесансна церква Нотр-Дам-де-Рекувранс (1513 — 19).
- Готично-ренесансна стара ратуша (1513—1519) — нині Музей витончених мистецтв.
- Будинок Жанни д'Арк. Власне йдеться про будинок Жака Буше, скарбничого герцога Орлеанського, в якого проживали Жанна д'Арк під час свого перебування в Орлеані з квітня по травень 1429 року. 1909 року фасад було зміщено назад на 2,5 м, аби будинок вписувався у лінію забудови вулиці. 1940 року, під час німецького бомбардування, будинок був повністю зруйнований. Відбудований 1961 року. Зараз тут знаходиться музей Жанни д'Арк.
- Королівська вулиця (1752—1760).
- Історичний музей.

Житлова забудова пізньоготичного, ренесансного, барокового та класицистичного стилів. Під час Другої світової війни старий квартал міста з широкими бульварами та набережними уздовж Луари був сильно зруйнований. Після війни він був заново відбудований зі збереженням стилю будівель XVIII століття, але при реконструкції також враховувалася необхідність в сучасній транспортній системі. В 1970-х роках з'явилися нові райони міста вздовж старих бульварів та автострад.

## Демографія
Динаміка населення (base Cassini de l'EHESS pour les nombres retenus jusque 1962, base Insee à partir de 1968 (population sans doubles comptes puis population municipale à partir de 2006) ·  ):
Розподіл населення за віком та статтю (2006):
| Стать | Всього | До 15 років | 15-24  | 25-44  | 45-64  | 65-85 | Понад 85 |
| --- | ------ | ----------- | ------ | ------ | ------ | ----- | -------- |
| Чоловіки | 53 747 | 9777        | 10 355 | 16 850 | 11 177 | 4940  | 648      |
| Жінки | 59 416 | 9746        | 10 832 | 16 463 | 12 630 | 7984  | 1761     |
| \| Статево-вікова піраміда \| Статево-вікова піраміда \| Статево-вікова піраміда \| \| ----------------------- \| ----------------------- \| ----------------------- \| \| Чоловіки \| Вік \| Жінки \| \| 648 \| 85 + \| 1761 \| \| 913 \| 80-84 \| 1990 \| \| 1265 \| 75-79 \| 2129 \| \| 1301 \| 70-74 \| 2025 \| \| 1461 \| 65-69 \| 1840 \| \| 1873 \| 60-64 \| 2198 \| \| 3048 \| 55-59 \| 3334 \| \| 3120 \| 50-54 \| 3519 \| \| 3136 \| 45-49 \| 3579 \| \| 3253 \| 40-44 \| 3506 \| \| 3603 \| 35-39 \| 3533 \| \| 4450 \| 30-34 \| 4137 \| \| 5544 \| 25-29 \| 5287 \| \| 5978 \| 20-24 \| 6441 \| \| 4377 \| 15-20 \| 4391 \| \| 2990 \| 10-14 \| 2933 \| \| 3105 \| 5-9 \| 3069 \| \| 3682 \| 0-4 \| 3744 \| |        |             |        |        |        |       |          |
| Статево-вікова піраміда |        |             |        |        |        |       |          |
| Чоловіки | Вік    | Жінки       |        |        |        |       |          |
| 648 | 85 +   | 1761        |        |        |        |       |          |
| 913 | 80-84  | 1990        |        |        |        |       |          |
| 1265 | 75-79  | 2129        |        |        |        |       |          |
| 1301 | 70-74  | 2025        |        |        |        |       |          |
| 1461 | 65-69  | 1840        |        |        |        |       |          |
| 1873 | 60-64  | 2198        |        |        |        |       |          |
| 3048 | 55-59  | 3334        |        |        |        |       |          |
| 3120 | 50-54  | 3519        |        |        |        |       |          |
| 3136 | 45-49  | 3579        |        |        |        |       |          |
| 3253 | 40-44  | 3506        |        |        |        |       |          |
| 3603 | 35-39  | 3533        |        |        |        |       |          |
| 4450 | 30-34  | 4137        |        |        |        |       |          |
| 5544 | 25-29  | 5287        |        |        |        |       |          |
| 5978 | 20-24  | 6441        |        |        |        |       |          |
| 4377 | 15-20  | 4391        |        |        |        |       |          |
| 2990 | 10-14  | 2933        |        |        |        |       |          |
| 3105 | 5-9    | 3069        |        |        |        |       |          |
| 3682 | 0-4    | 3744        |        |        |        |       |          |

## Економіка
Орлеан — великий промисловий центр. Машинобудування (виробництво деталей для автомобілів та тракторів, електродвигунів, сільськогосподарських машин), фармацевтична, харчова (борошномельна, консервна, оцтова), швейна промисловість.
2010 року серед 78 315 осіб працездатного віку (15—64 років) 56 555 були активними, 21 760 — неактивними (показник активності 72,2%, у 1999 році було 69,5%). З 56 555 активних мешканців працювало 48 611 осіб (25 177 чоловіків та 23 434 жінки), безробітними було 7944 (4047 чоловіків та 3897 жінок). Серед 21 760 неактивних 10 634 особи були учнями чи студентами, 4620 — пенсіонерами, 6506 були неактивними з інших причин.

У 2010 році в муніципалітеті нараховувалось 50042 оподатковані домогосподарства, у яких проживали 105882,0 особи, медіана доходів виносила 18 032 євро на одного особоспоживача

## Транспорт
У листопаді 2000 року в місті відкрилася перша черга сучасної трамвайної мережі. Станом на літо 2019 року в місті працює 2 трамвайних лінії загальною довжиною більше 29 км.

## Уродженці
- Жан-Клод Лаво (*1938 — †2011) — французький футболіст, півзахисник, згодом — футбольний тренер.

- Роберт II Побожний (972—1031) — король франків з 987 року
- Бредлі Мазіку (* 1996) — конголезький футболіст, захисник.

## Галерея

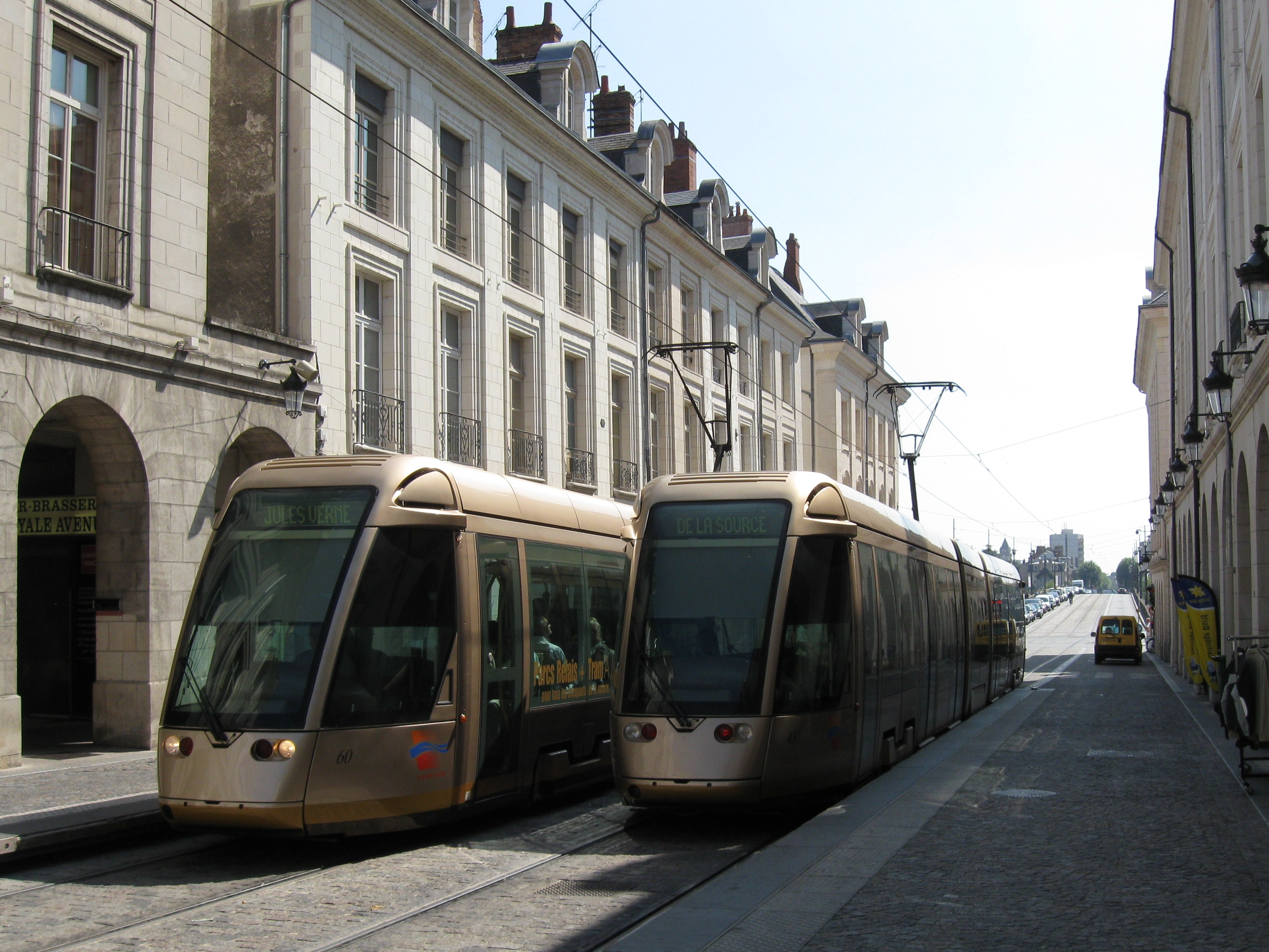
Орлеанський трамвай
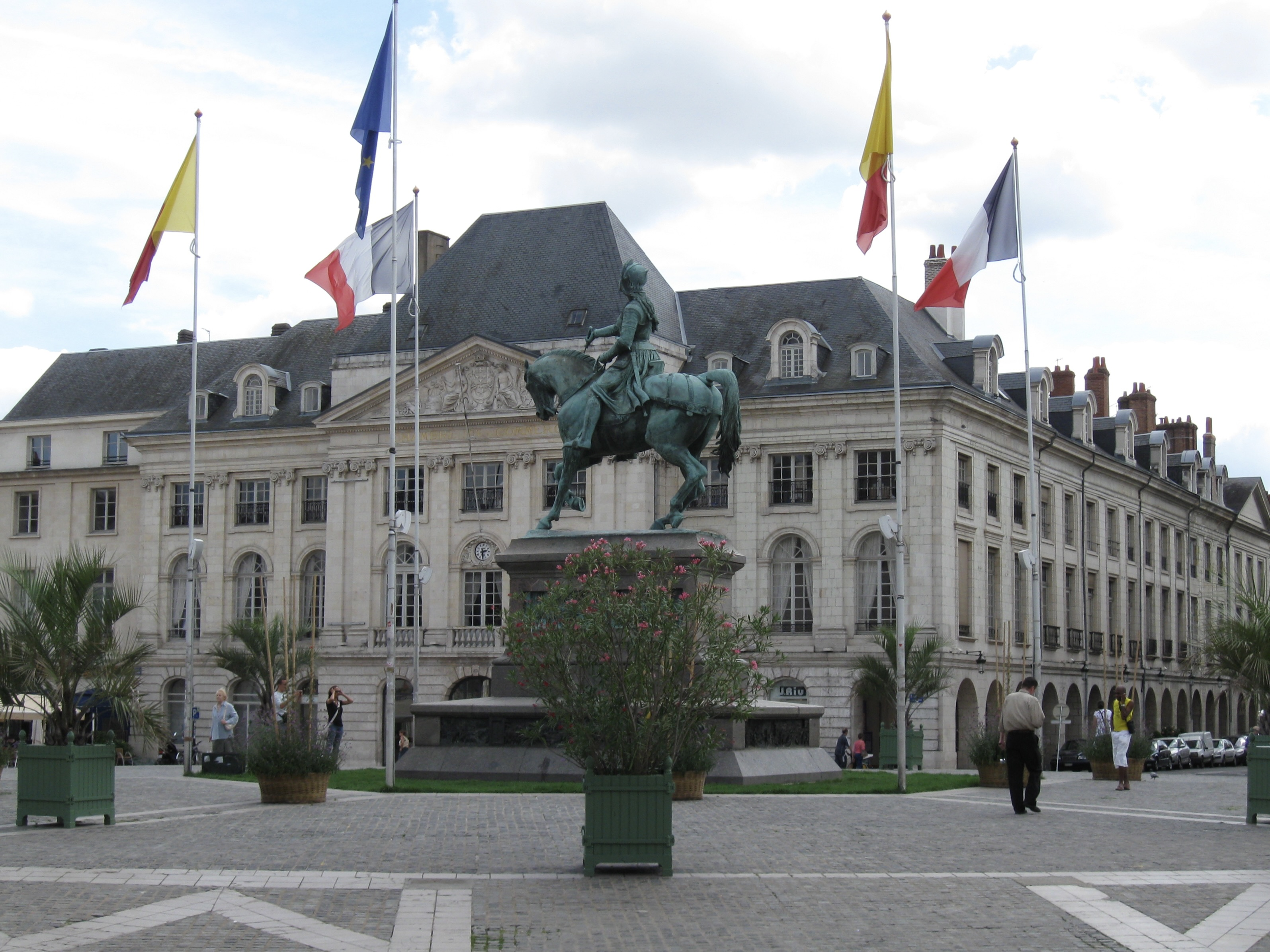
La place du Martroi.
- Louis VI le Gros.
- Libération d'Orléans.
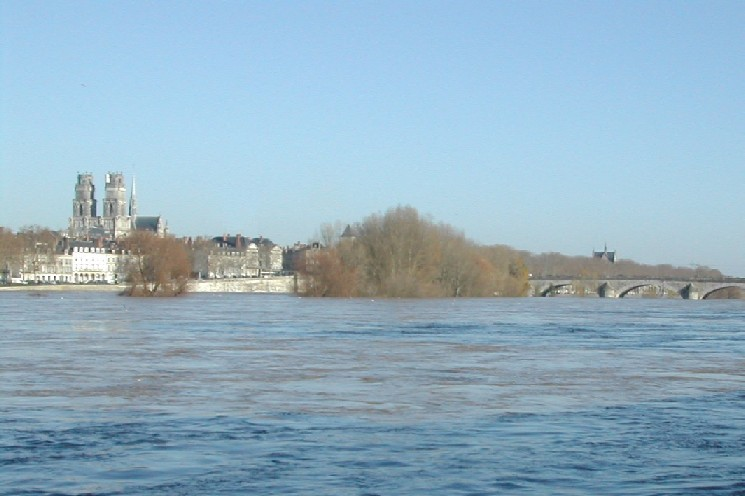
Entrée des Allemands à Orléans en 1870.
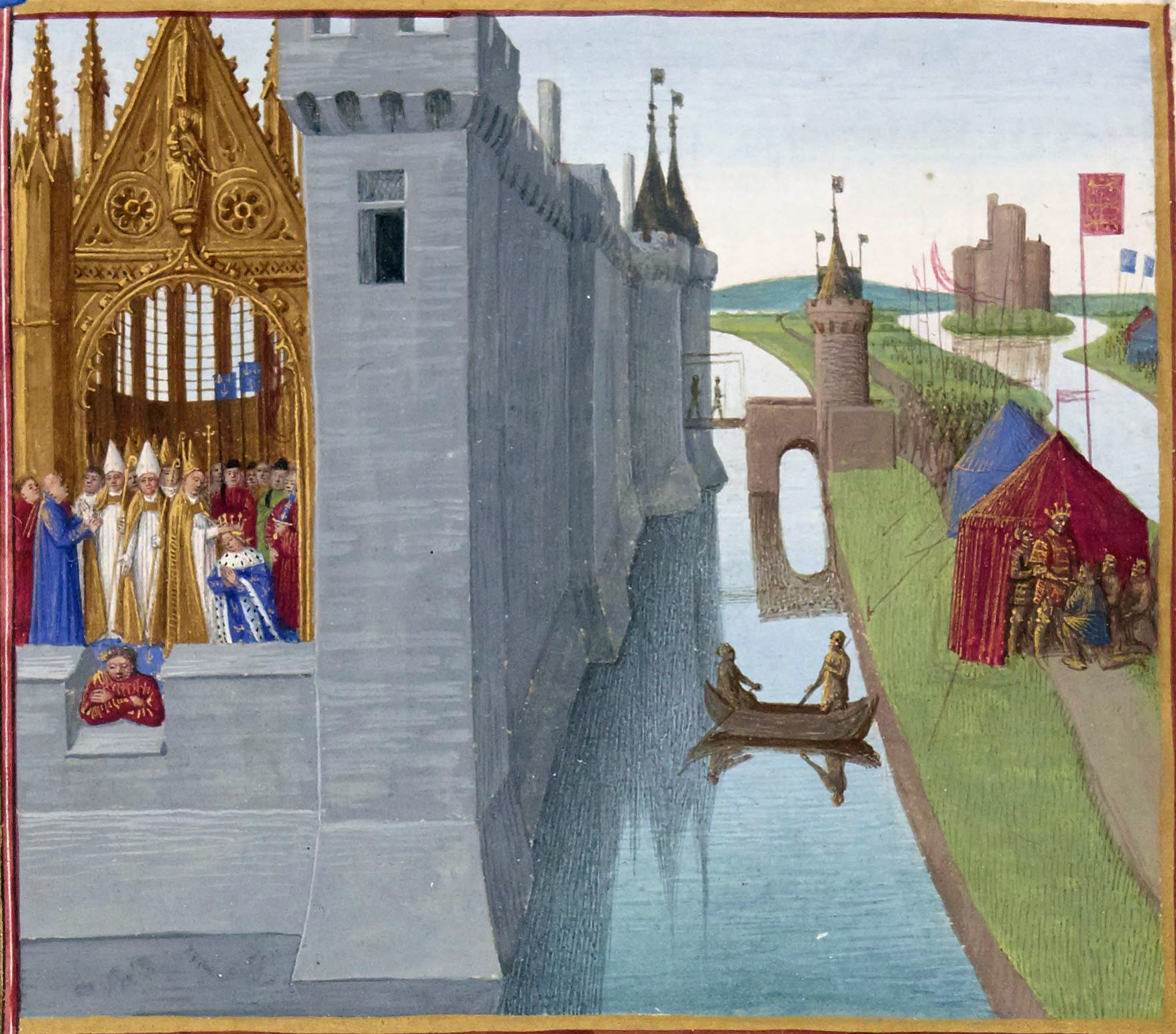
Louis VI le Gros.
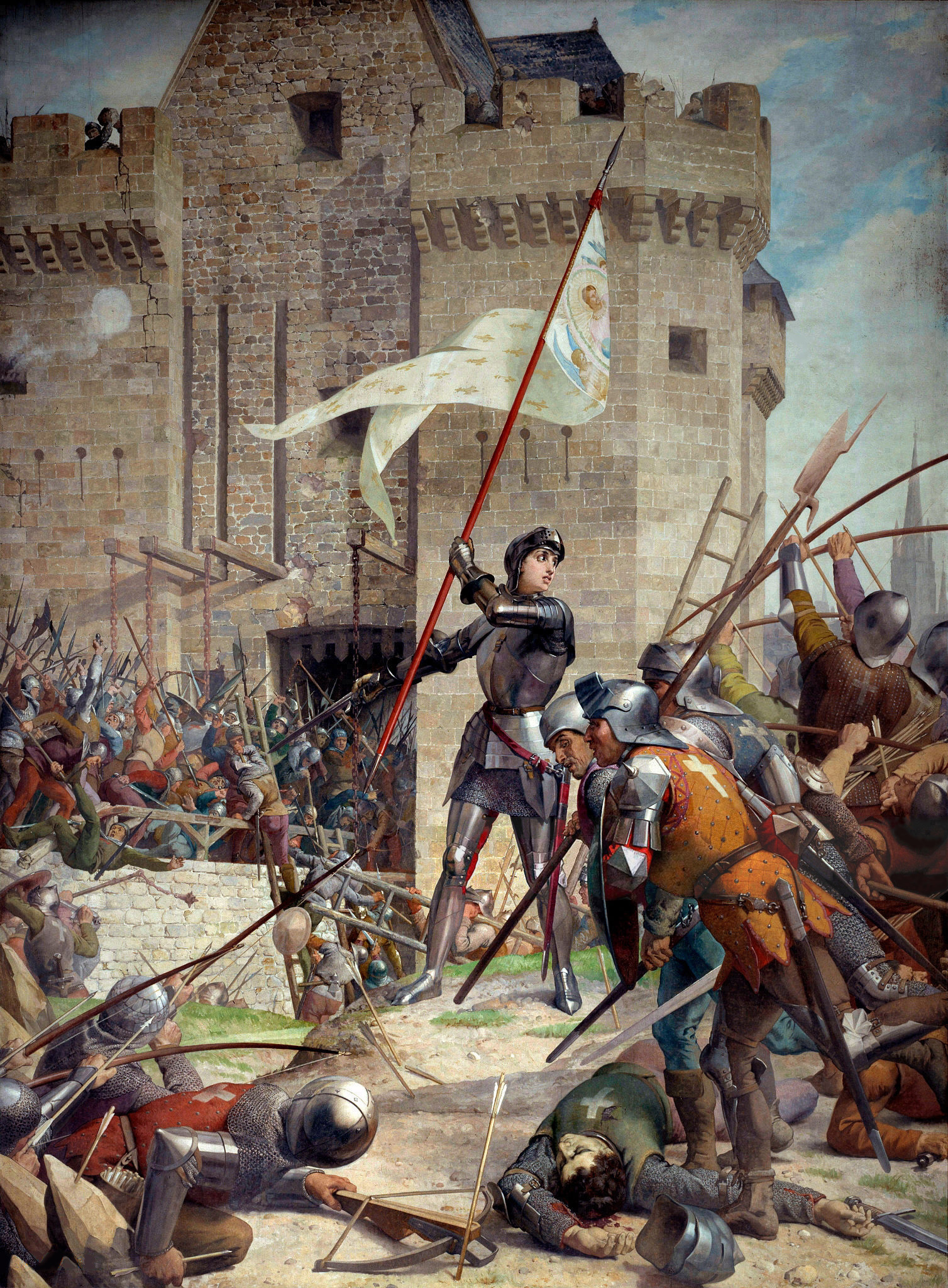
Libération d'Orléans.
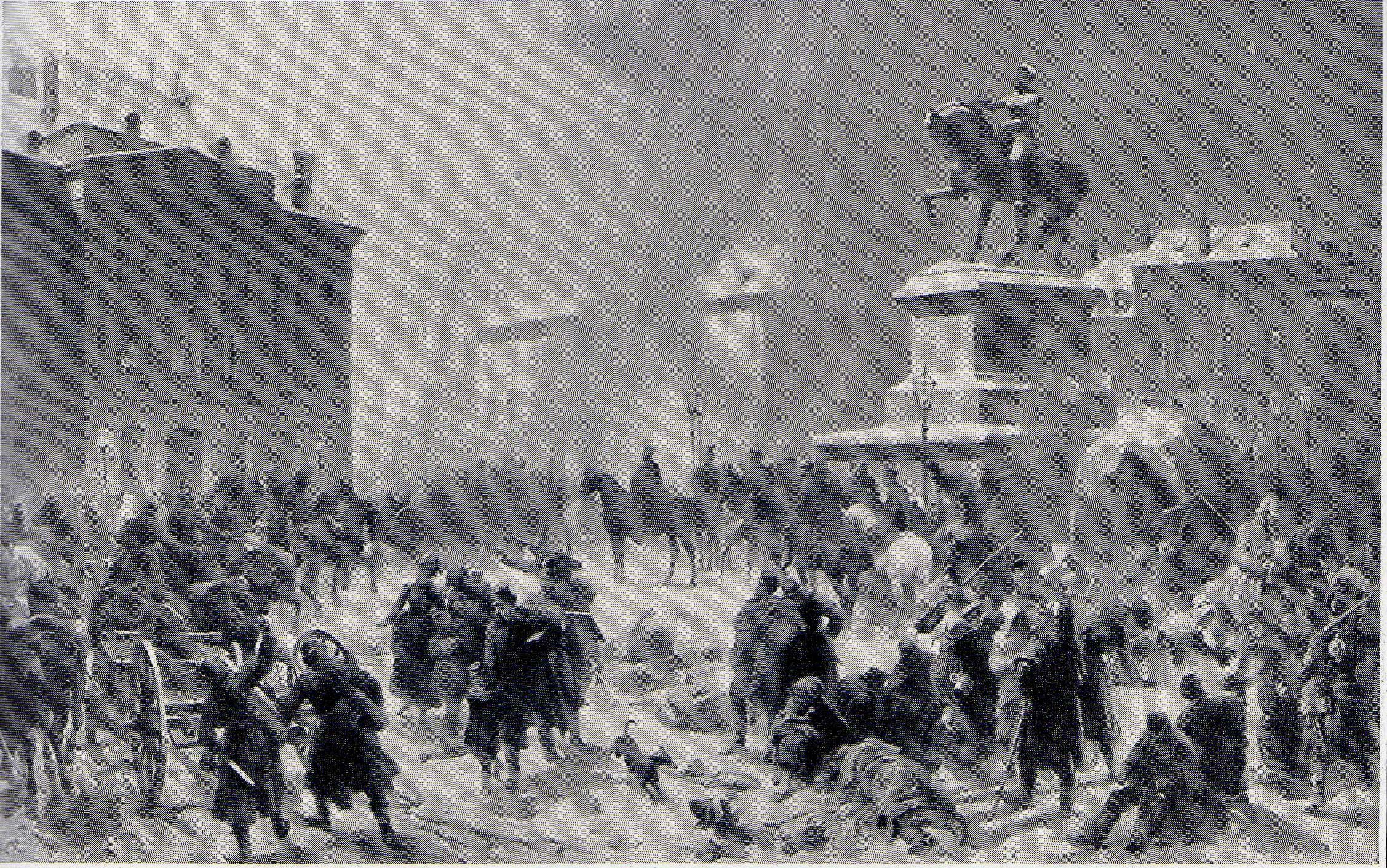
Entrée des Allemands à Orléans en 1870.
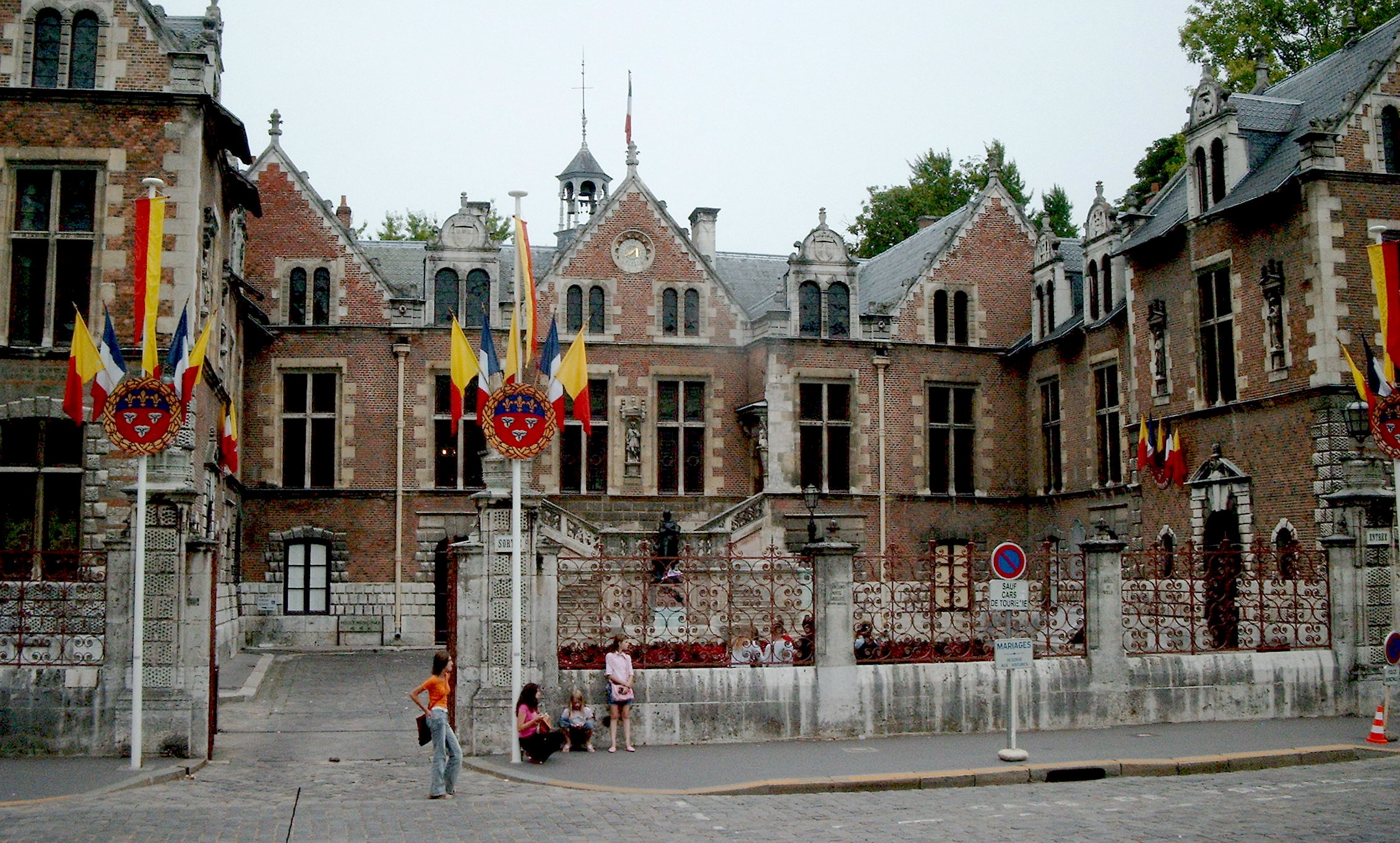
L'Hotel Groslot.
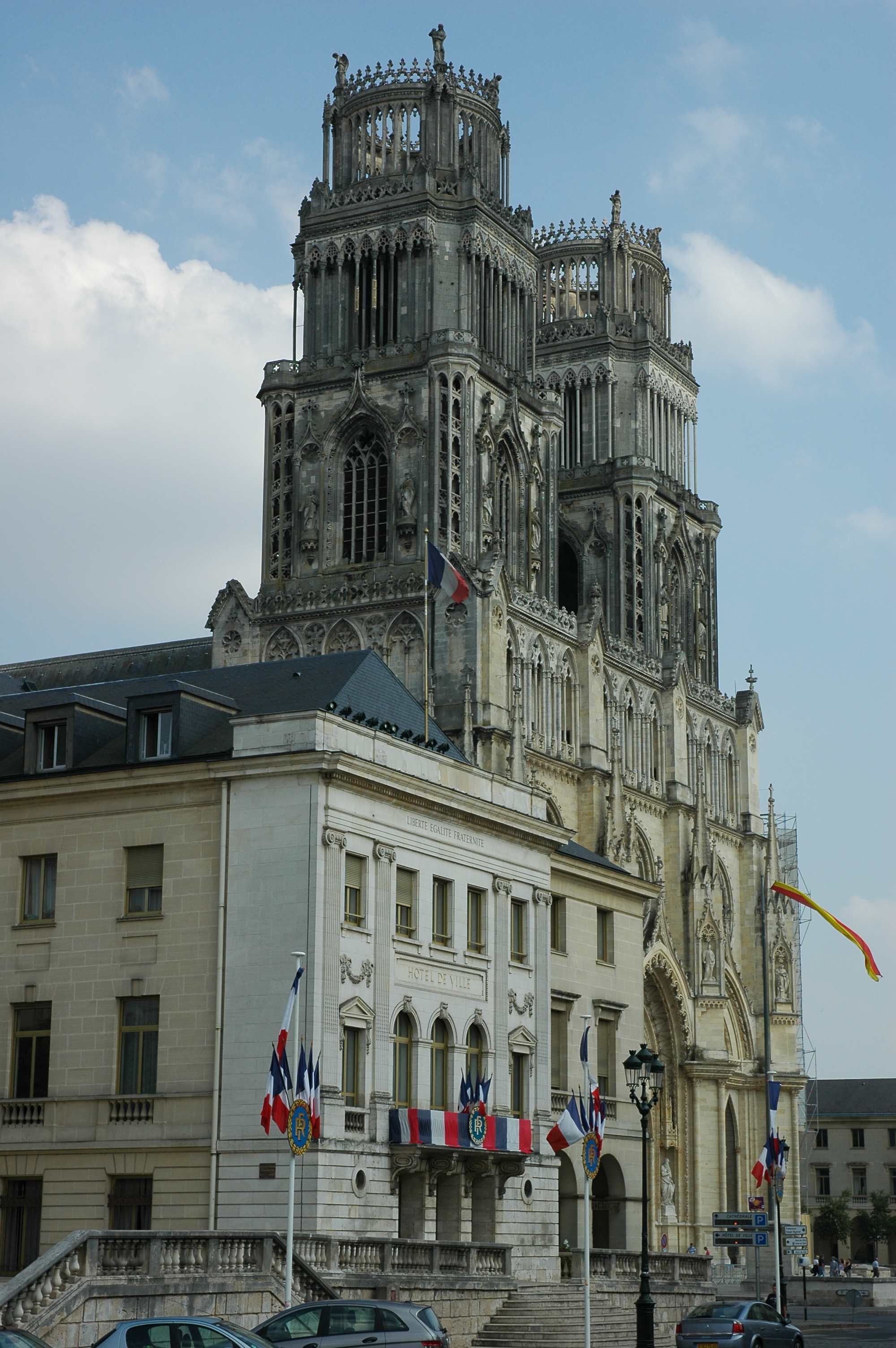
L'Hôtel de Ville et la Cathédrale.
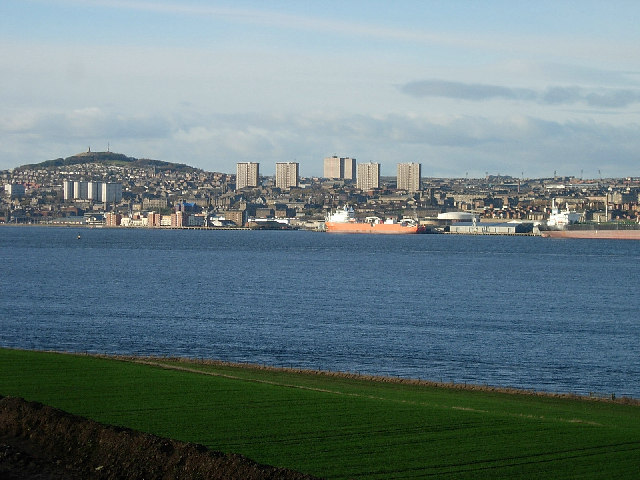
Dundee.
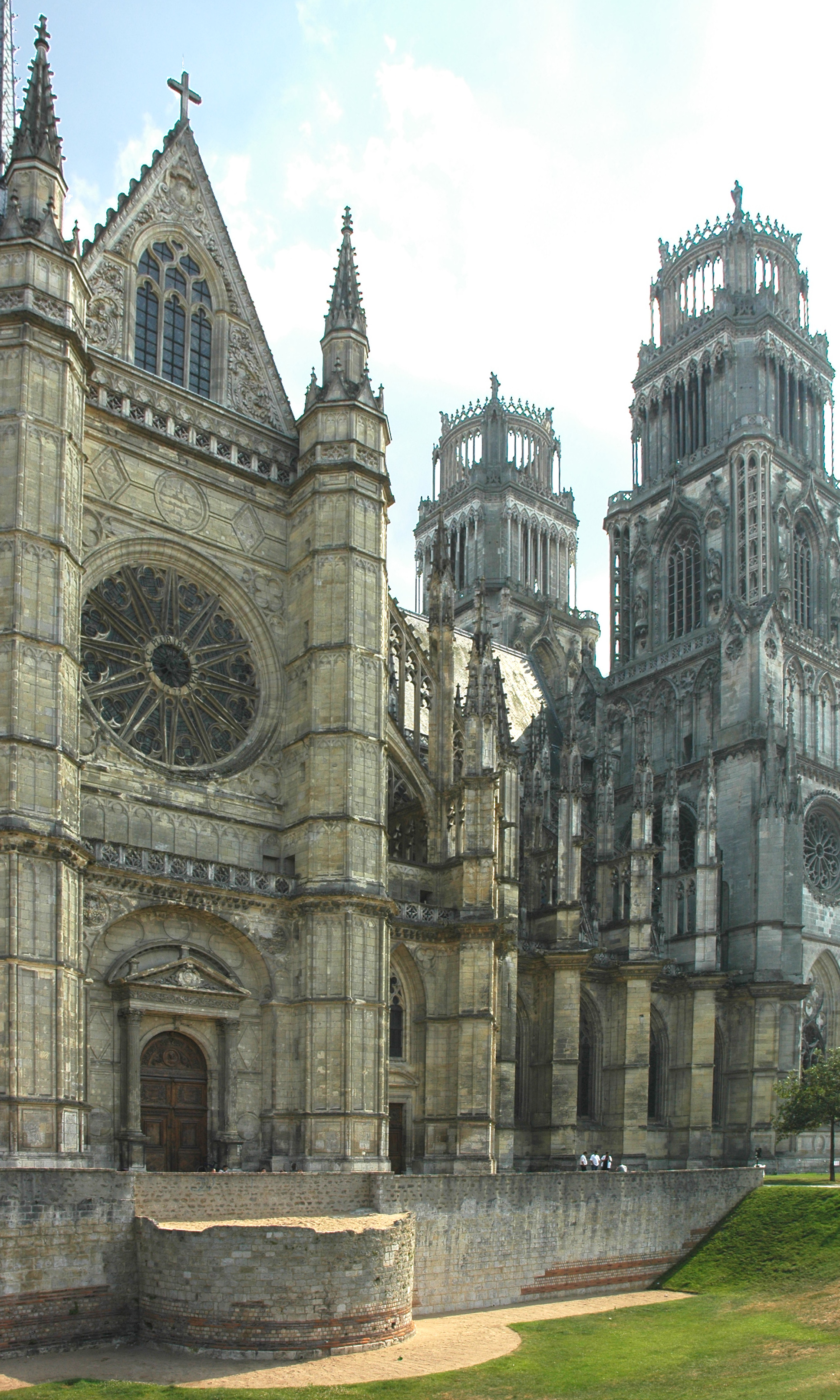
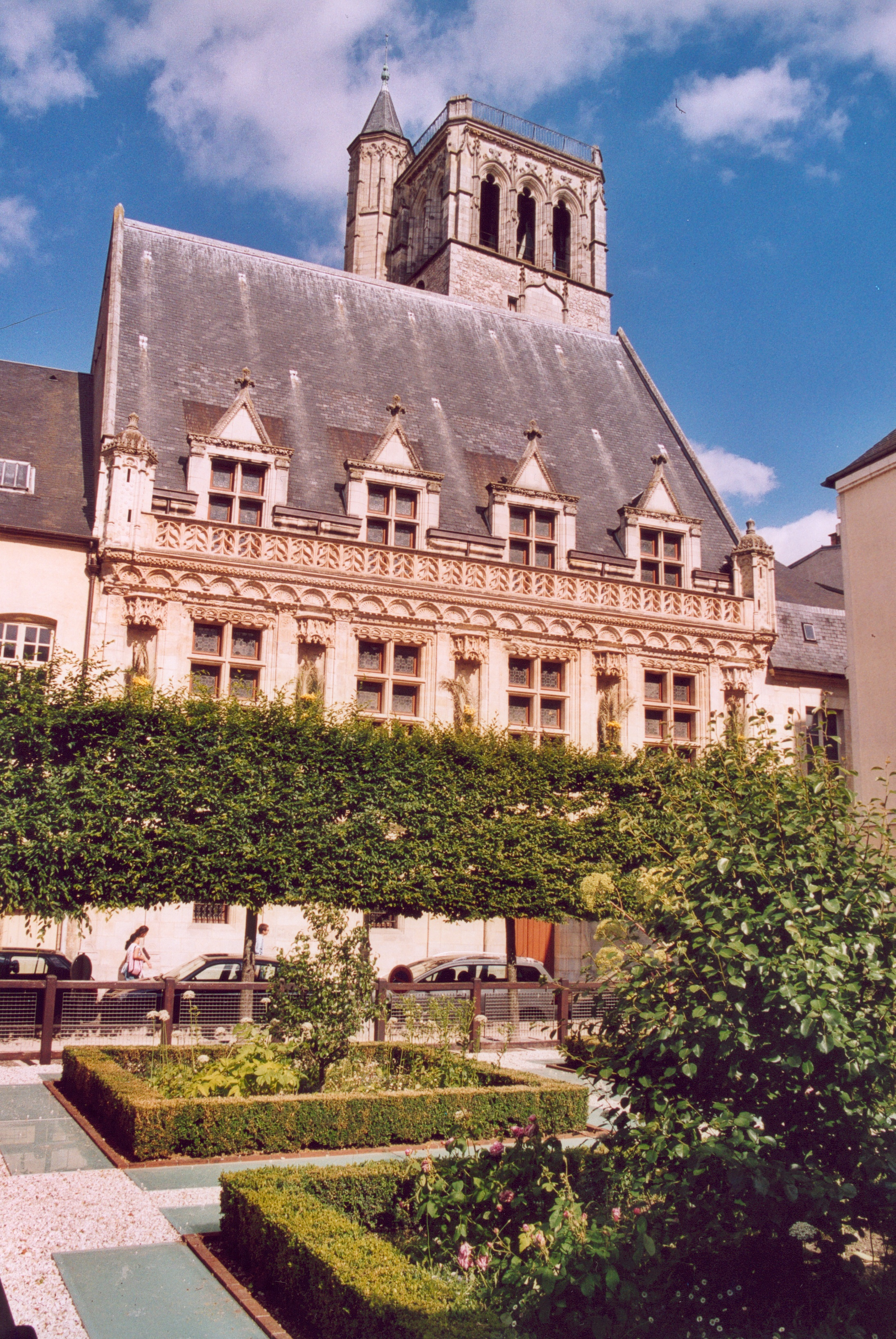
Hôtel des Créneaux.
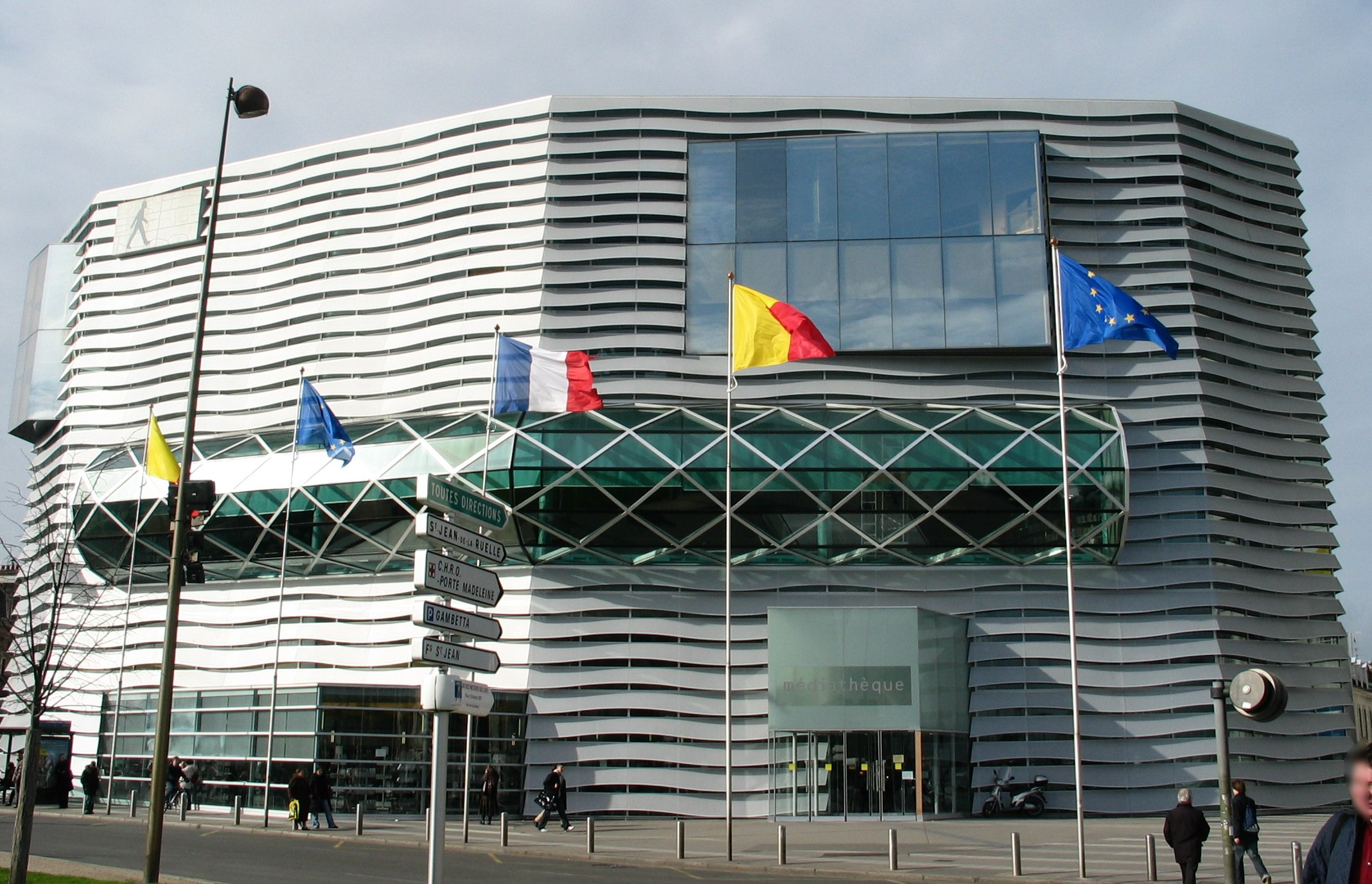
La médiathèque vue depuis la place Gambetta.
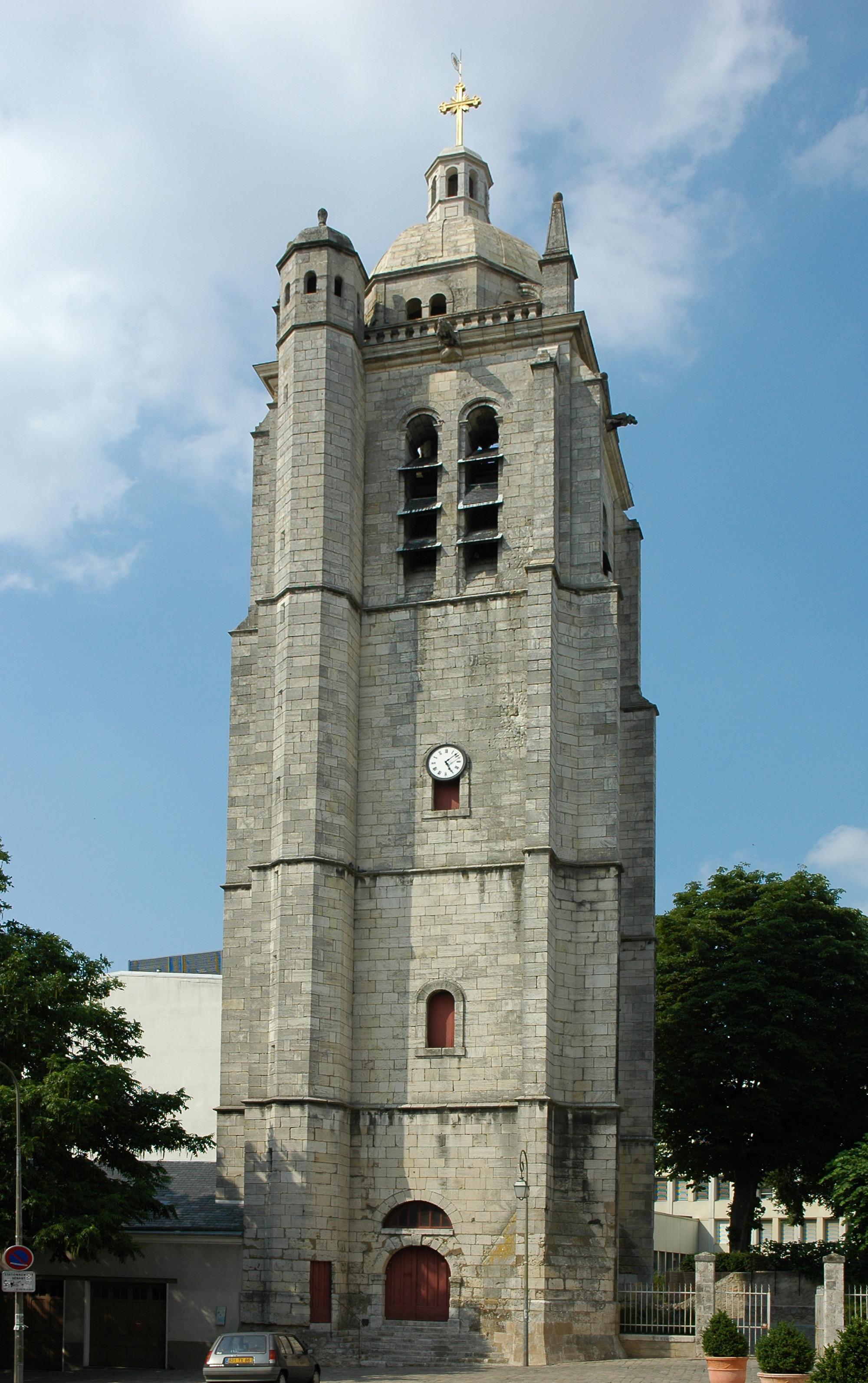
La tour-clocher Saint-Paul.
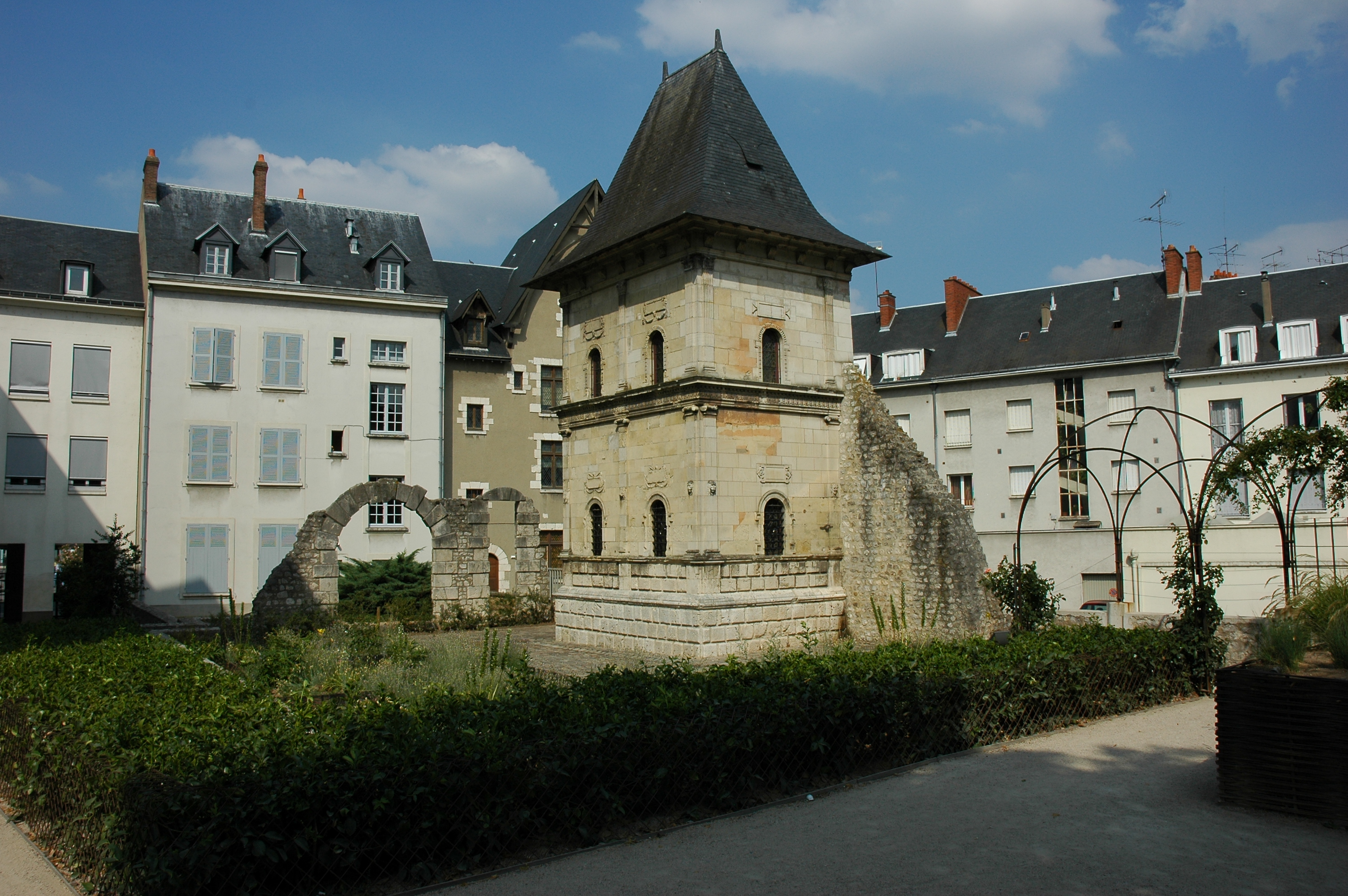
Jardin Jacques Boucher.
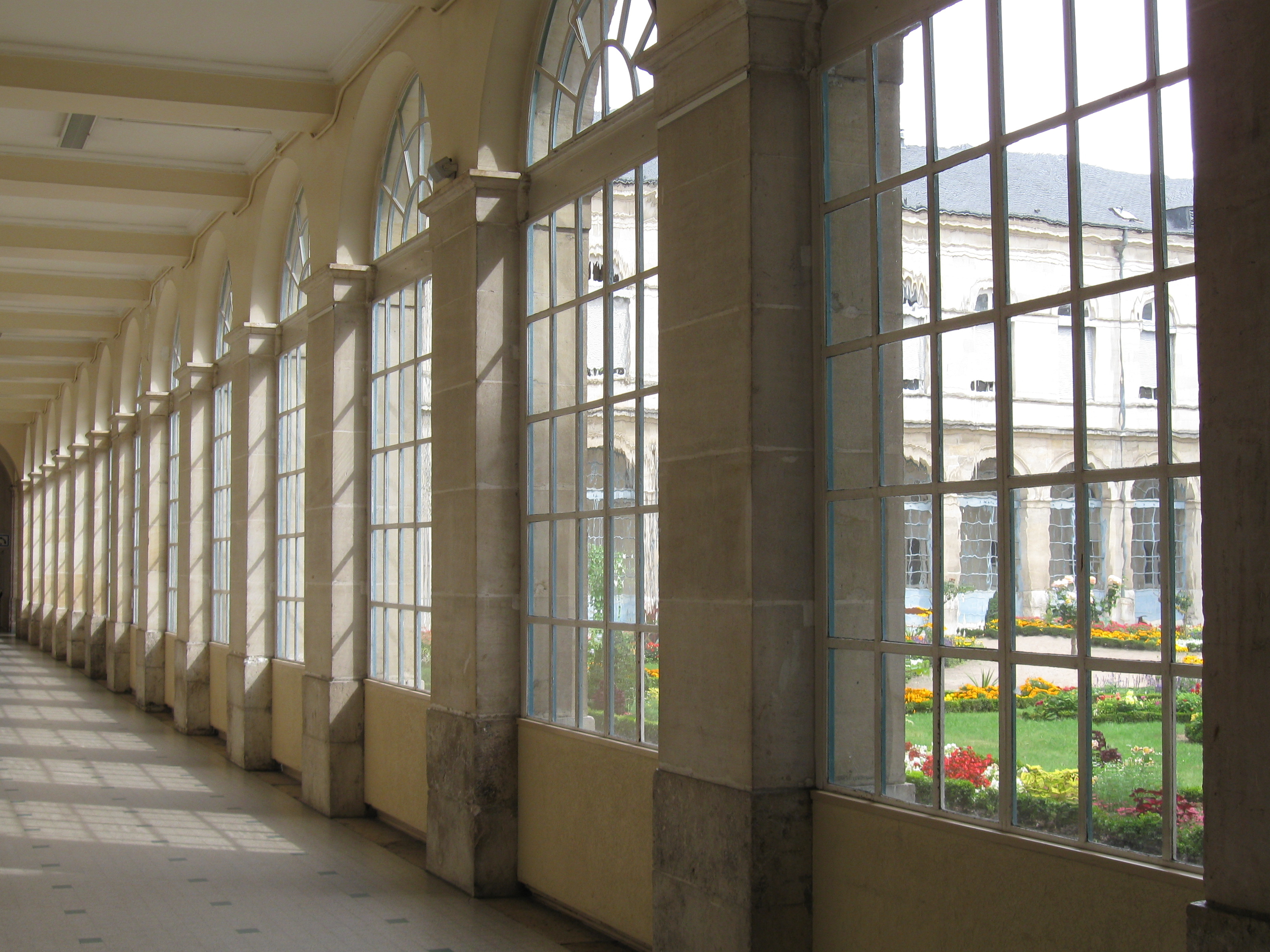
Vue intérieure de l'hôpital Porte Madeleine.
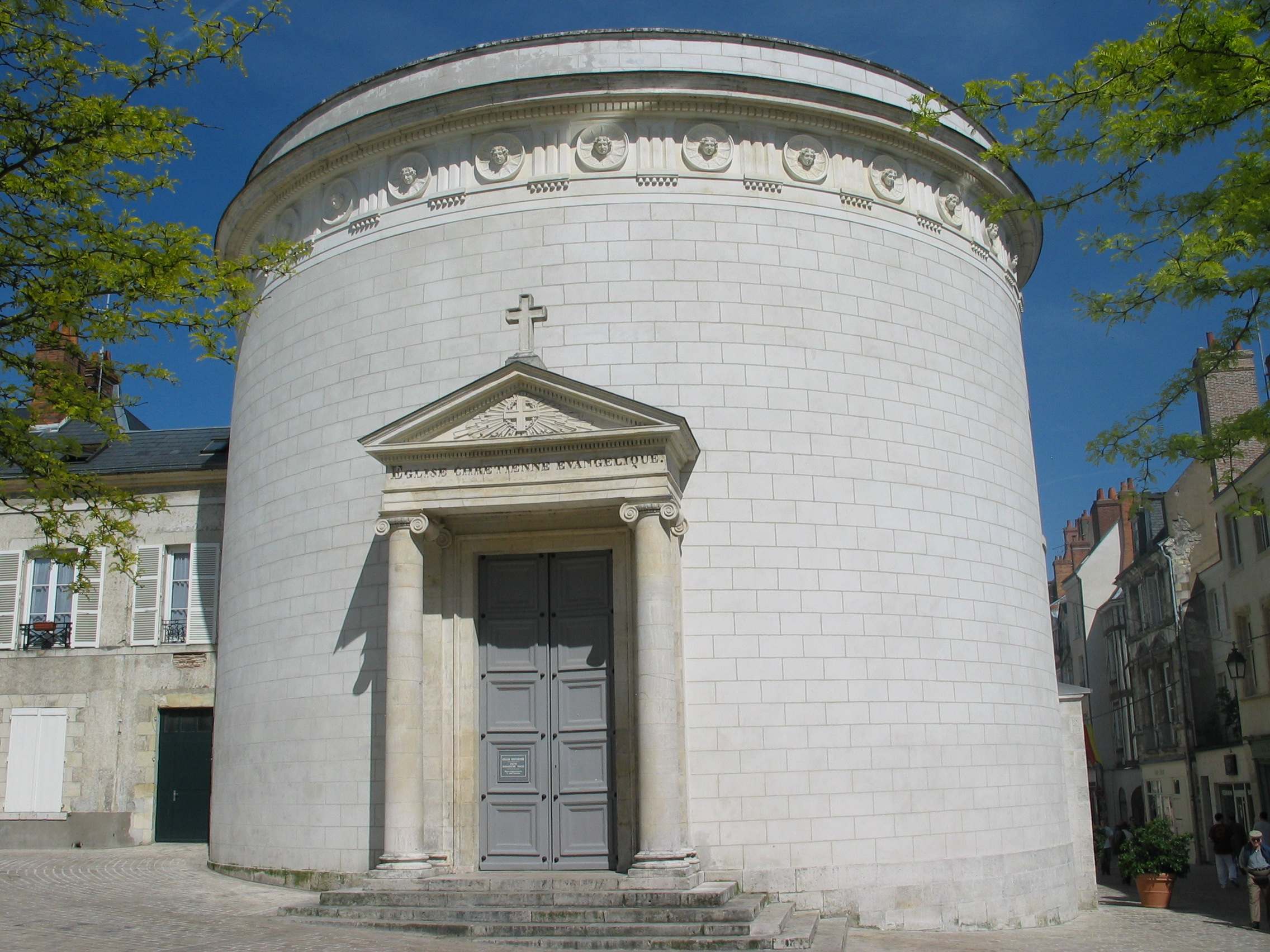
Le temple du XIXe siècle.
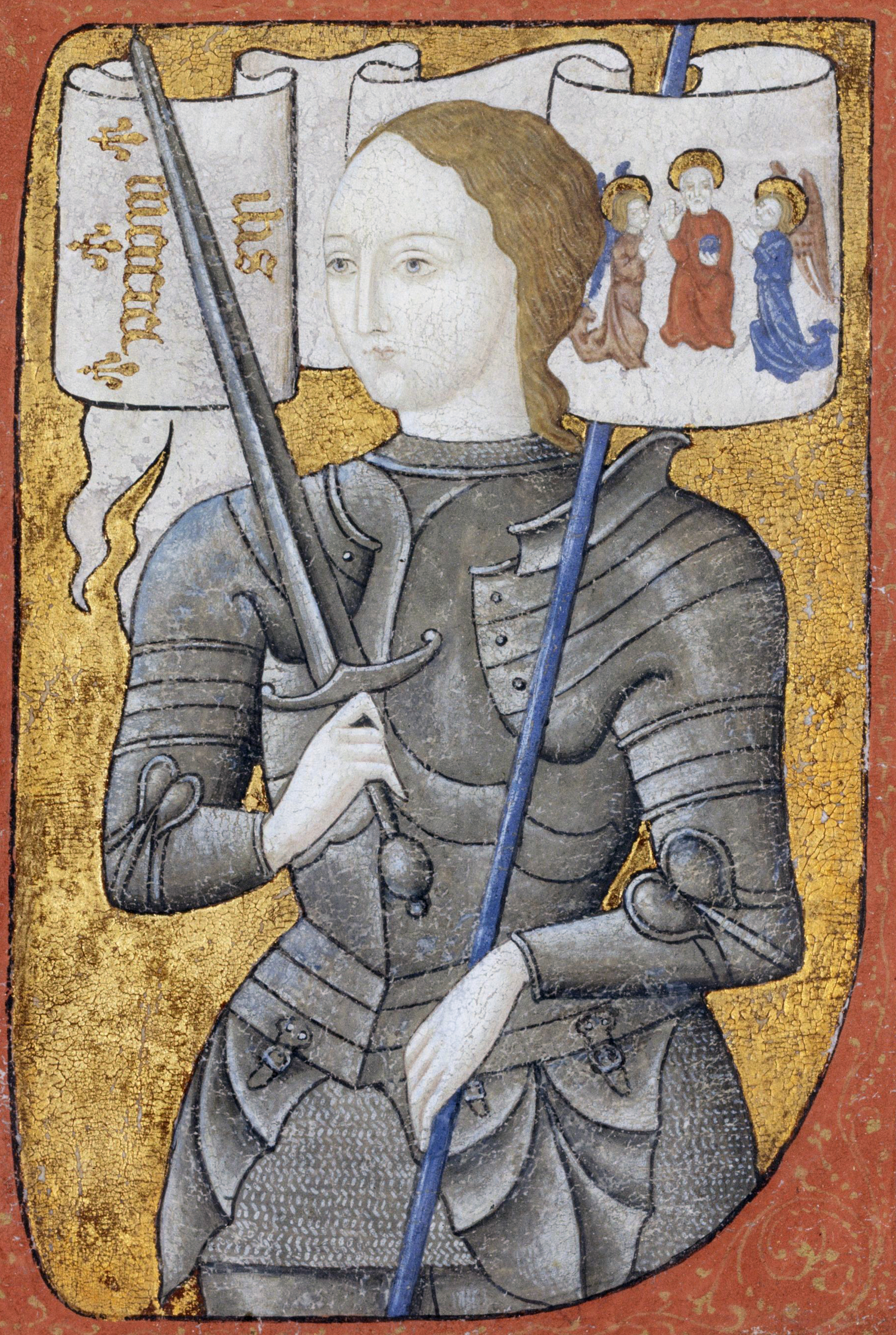
Жанна д'Арк.
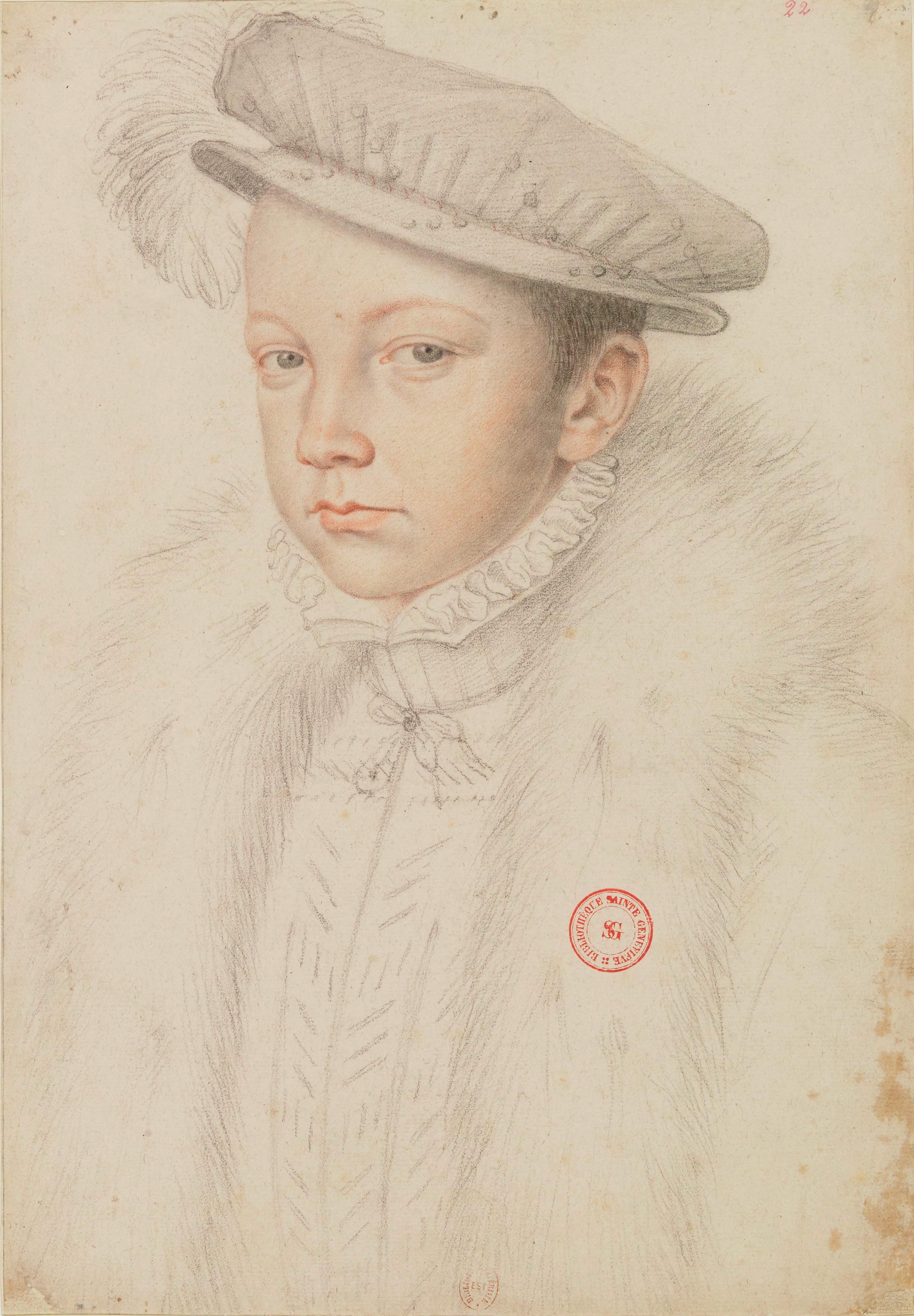
François II de France.
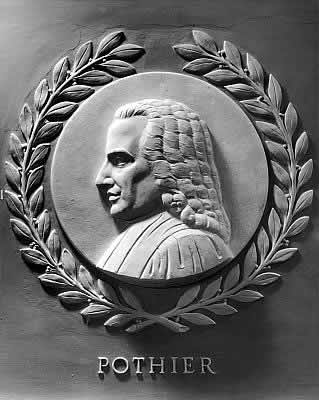
Robert-Joseph Pothier.
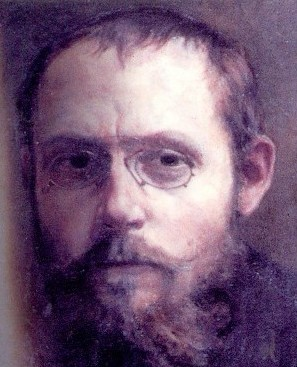
Charles Peguy.
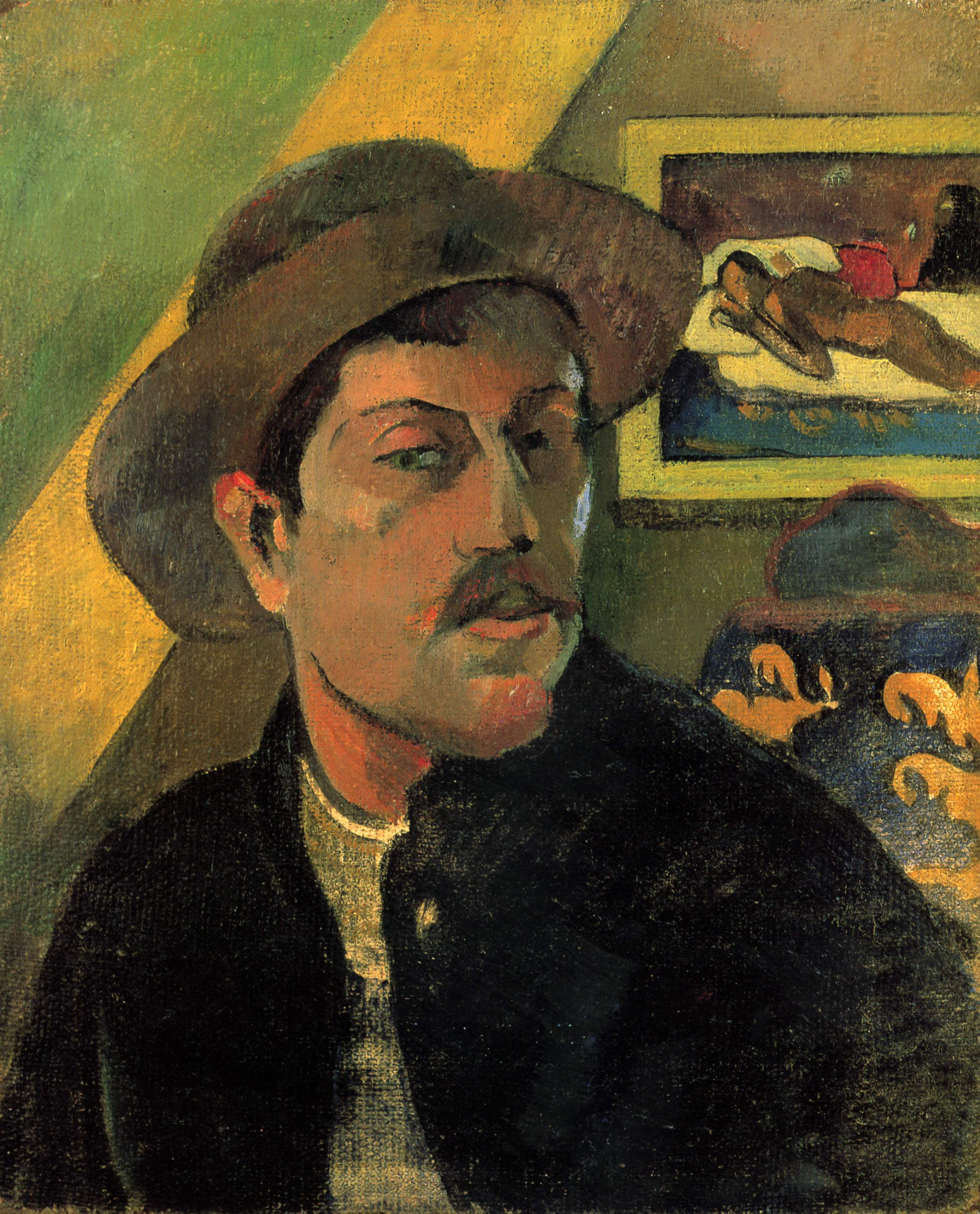
Поль Гоген.

## Міста-побратими
- Данді, Шотландія,  Велика Британія
- Тревізо,  Італія
- Мюнстер,  Німеччина
- Крістіансанн,  Норвегія
- Вічита, Канзас,  США
- Таррагона,  Іспанія
- Сен-Флур,  Франція
- Уцуномія, Тотігі,  Японія
- Лугож,  Румунія
- Краків,  Польща
- Параку,  Бенін